# Persone di cognome Thompson
| Questa pagina contiene informazioni ricavate automaticamente dalle voci biografiche con l'ausilio del template Bio e di un bot. L'aggiornamento è periodico e automatico e ricostruisce completamente la pagina. Se manca una persona in questa lista, sei pregato di non aggiungerla, ma accertati piuttosto che la sua voce biografica contenga il template Bio e che i dati anagrafici siano correttamente compilati. Se il template Bio manca, inseriscilo tu stesso o, in alternativa, metti l'avviso {{tmp\|Bio}} che ne segnala la mancanza. Se i dati riportati sono sbagliati, correggi direttamente la voce biografica; le modifiche saranno visibili in questa lista entro pochi giorni. Per chiarimenti vedi il progetto antroponimi. La lista contiene solo le 256 persone che sono citate nell'enciclopedia e per le quali è stato implementato correttamente il template Bio. Pagina aggiornata al 23 lug 2025. |

Questa è una lista di persone presenti nell'enciclopedia che hanno il cognome Thompson, suddivise per attività principale.

## Allenatori di calcio(3)
- Harry Thompson, allenatore di calcio e calciatore inglese (Mansfield, n. 1915 - † 2000)
- Neil Thompson, allenatore di calcio e ex calciatore inglese (Beverley, n. 1963)
- Phil Thompson, allenatore di calcio e ex calciatore inglese (Liverpool, n. 1954)

## Animatori(1)
- Richard Thompson, animatore e regista statunitense (Dakota del Sud, n. 1914 - Hermosa Beach, † 1998)

## Arcieri(1)
- Will Thompson, arciere statunitense (Calhoun, n. 1848 - Seattle, † 1918)

## Arcivescovi cattolici(1)
- Charles Coleman Thompson, arcivescovo cattolico statunitense (Louisville, n. 1961)

## Artiste(1)
- Ruthie Tompson, artista statunitense (Portland, n. 1910 - Woodland Hills, † 2021)

## Artisti marziali misti(1)
- Stephen Thompson, artista marziale misto e kickboxer statunitense (Simpsonville, n. 1983)

## Attivisti(1)
- Jack Thompson, attivista statunitense (Cleveland, n. 1951)

## Attori(14)
- Bill Thompson, attore e doppiatore statunitense (Terre Haute, n. 1913 - Los Angeles, † 1971)
- Brian Thompson, attore statunitense (Ellensburg, n. 1959)
- Carlos Thompson, attore e scrittore argentino (Santa Fe, n. 1923 - Buenos Aires, † 1990)
- Christopher Thompson, attore, sceneggiatore e regista francese (New York, n. 1966)
- Dave Thompson, attore britannico (Bristol, n. 1959)
- David Thompson, attore statunitense (New York, n. 1884 - Hollywood, † 1957)
- Fred Thomson, attore statunitense (Pasadena, n. 1890 - Los Angeles, † 1928)
- Jack Thompson, attore australiano (Sydney, n. 1940)
- Jason Thompson, attore canadese (Saint Albert, n. 1976)
- Kenan Thompson, attore e doppiatore statunitense (Atlanta, n. 1978)
- Luke Thompson, attore britannico (Southampton, n. 1988)
- Marshall Thompson, attore statunitense (Peoria, n. 1925 - Royal Oak, † 1992)
- Reece Thompson, attore e doppiatore canadese (Vancouver, n. 1988)
- Carrot Top, attore e comico statunitense (Rockledge, n. 1965)

## Attori pornografici(1)
- Small Hands, attore pornografico e cantante statunitense (San Diego, n. 1982)

## Attrici(13)
- Duane Thompson, attrice statunitense (Red Oak, n. 1903 - Los Angeles, † 1970)
- Emma Thompson, attrice e sceneggiatrice britannica (Londra, n. 1959)
- Jennifer Laura Thompson, attrice e soprano statunitense (Southfield, n. 1969)
- Lea Thompson, attrice e regista statunitense (Rochester, n. 1961)
- Linda Thompson, attrice e paroliera statunitense (Memphis, n. 1950)
- Andrea Thompson, attrice e giornalista statunitense (Dayton, n. 1960)
- Sada Thompson, attrice statunitense (Des Moines, n. 1927 - Danbury, † 2011)
- Scottie Thompson, attrice e ballerina statunitense (Richmond, n. 1981)
- Shelley Thompson, attrice canadese (Calgary, n. 1959)
- Sophie Thompson, attrice britannica (Londra, n. 1962)
- Susanna Thompson, attrice statunitense (San Diego, n. 1958)
- Tessa Thompson, attrice, cantante e compositrice statunitense (Los Angeles, n. 1983)
- Margaret Thompson, attrice statunitense (Trinidad, n. 1889 - Los Angeles, † 1969)

## Avvocati(1)
- Fred Dalton Thompson, avvocato, politico e attore statunitense (Sheffield, n. 1942 - Nashville, † 2015)

## Batteristi(4)
- Questlove, batterista, disc-jockey e produttore discografico statunitense (Filadelfia, n. 1971)
- Tony Thompson, batterista e produttore discografico statunitense (New York, n. 1954 - Los Angeles, † 2003)
- Chester Thompson, batterista statunitense (Baltimora, n. 1948)
- Paul Thompson, batterista britannico (Newcastle upon Tyne, n. 1951)

## Biatleti(1)
- Josh Thompson, ex biatleta statunitense (Lawrence, n. 1962)

## Biologi(1)
- D'Arcy Wentworth Thompson, biologo e naturalista britannico (Edimburgo, n. 1860 - Saint Andrews, † 1948)

## Calciatori(26)
- Adam Thompson, calciatore nordirlandese (Harlow, n. 1992)
- Alan Thompson, ex calciatore inglese (Newcastle upon Tyne, n. 1973)
- Archie Thompson, ex calciatore australiano (Otorohanga, n. 1978)
- Arthur Thompson, calciatore inglese (Dewsbury, n. 1922 - † 1996)
- Ben Thompson, calciatore inglese (Sidcup, n. 1995)
- David Thompson, ex calciatore inglese (Birkenhead, n. 1977)
- Desmond Thompson, calciatore inglese (Southampton, n. 1928 - Rotherham, † 2010)
- Gary Thompson, ex calciatore canadese (Vancouver, n. 1945)
- George Thompson, calciatore inglese (Maltby, n. 1926 - † 2004)
- Gregg Thompson, ex calciatore statunitense (San Jose, n. 1961)
- Jordan Thompson, calciatore nordirlandese (Belfast, n. 1997)
- Kenny Thompson, ex calciatore belga (Anversa, n. 1985)
- Kosi Thompson, calciatore canadese (Toronto, n. 2003)
- Lawrie Thompson, calciatore scozzese (Menstrie, n. 1936 - † 2006)
- Liam Thompson, calciatore inglese (Nottingham, n. 2002)
- Matt Thompson, calciatore australiano (Sydney, n. 1982)
- Niall Thompson, ex calciatore inglese (Birmingham, n. 1974)
- O'Neil Thompson, ex calciatore giamaicano (Kingston, n. 1983)
- Peter Thompson, calciatore inglese (Carlisle, n. 1942 - † 2018)
- Peter Thompson, ex calciatore nordirlandese (Belfast, n. 1984)
- Roger Thompson, ex calciatore canadese (Parrocchia di Clarendon, n. 1991)
- Ryan Thompson, ex calciatore giamaicano (Kingston, n. 1985)
- Steven Howard Thompson, ex calciatore scozzese (Paisley, n. 1978)
- Steven Thompson, ex calciatore britannico (n. 1971)
- Tommy Thompson, calciatore statunitense (Hinsdale, n. 1995)
- Tommy Thompson, calciatore inglese (Fencehouses, n. 1928 - † 2015)

## Calciatrici(1)
- Shelley Thompson, ex calciatrice tedesca (Langenfeld, n. 1984)

## Canoisti(1)
- Alan Thompson, ex canoista neozelandese (Gisborne, n. 1959)

## Canottieri(1)
- James Thompson, canottiere sudafricano (Città del Capo, n. 1986)

## Cantanti(5)
- CMAT, cantante irlandese (Dublino, n. 1996)
- Hayden Thompson, cantante statunitense (Booneville, n. 1938)
- Linda Thompson, cantante britannica (n. 1947)
- Prince Lincoln Thompson, cantante, musicista e compositore giamaicano (Kingston, n. 1949 - Londra, † 1999)
- Sue Thompson, cantante statunitense (Nevada, n. 1925 - Pahrump, † 2021)

## Cantautori(1)
- Teddy Thompson, cantautore britannico (Londra, n. 1976)

## Cantautrici(2)
- Jasmine Thompson, cantautrice britannica (Londra, n. 2000)
- Beccy Cole, cantautrice australiana (Adelaide, n. 1972)

## Cestiste(7)
- Alicia Thompson, ex cestista statunitense (Big Lake, n. 1976)
- Amanda Thompson, ex cestista statunitense (Chicago, n. 1987)
- Camille Thompson, ex cestista canadese (Salmon Arm, n. 1971)
- Janet Thompson, cestista statunitense (Elliott, n. 1933 - Griswold, † 2014)
- Sharon Thompson, ex cestista e allenatrice di pallacanestro statunitense (Geiger, n. 1976)
- Tina Thompson, ex cestista e allenatrice di pallacanestro statunitense (Los Angeles, n. 1975)
- Unique Thompson, cestista statunitense (Theodore, n. 1999)

## Cestisti(36)
- Bill Thompson, cestista statunitense (Toledo, n. 1920 - Filadelfia, † 1969)
- Billy Thompson, ex cestista statunitense (Camden, n. 1963)
- Cat Thompson, cestista e allenatore di pallacanestro statunitense (St. George, n. 1906 - Idaho Falls, † 1990)
- Chandler Thompson, ex cestista statunitense (Muncie, n. 1970)
- Jack Thompson, ex cestista statunitense (New York, n. 1946)
- Bernard Thompson, cestista statunitense (Conyers, n. 1993)
- Stephen Thompson, ex cestista e allenatore di pallacanestro statunitense (Los Angeles, n. 1968)
- Amen Thompson, cestista statunitense (Oakland, n. 2003)
- Ausar Thompson, cestista statunitense (Oakland, n. 2003)
- Bernard Thompson, ex cestista e allenatore di pallacanestro statunitense (Phoenix, n. 1962)
- Brooks Thompson, cestista e allenatore di pallacanestro statunitense (Dallas, n. 1970 - San Antonio, † 2016)
- Corny Thompson, ex cestista e allenatore di pallacanestro statunitense (Middletown, n. 1960)
- Darius Thompson, cestista statunitense (Murfreesboro, n. 1995)
- D.J. Thompson, ex cestista statunitense (Raleigh, n. 1985)
- David Thompson, ex cestista statunitense (Boiling Springs, n. 1954)
- Deon Thompson, cestista statunitense (Torrance, n. 1988)
- Dijon Thompson, ex cestista statunitense (Los Angeles, n. 1983)
- Eric Thompson, cestista statunitense (Detroit, n. 1993)
- Ethan Thompson, cestista statunitense (Harbor City, n. 1999)
- Gary Thompson, ex cestista, allenatore di pallacanestro e giocatore di baseball statunitense (n. 1935)
- George Thompson, cestista statunitense (Brooklyn, n. 1947 - † 2022)
- Homer Thompson, cestista statunitense (Jeffersonville, n. 1916 - Jeffersonville, † 2007)
- Jason Thompson, ex cestista statunitense (Camden, n. 1986)
- Kevin Thompson, ex cestista statunitense (Winston-Salem, n. 1971)
- Klay Thompson, cestista statunitense (Los Angeles, n. 1990)
- Michael Thompson, cestista statunitense (Chicago, n. 1989)
- Mychal Thompson, ex cestista bahamense (Nassau, n. 1955)
- Mychel Thompson, ex cestista e allenatore di pallacanestro statunitense (Los Angeles, n. 1988)
- Paul Thompson, ex cestista statunitense (Smyrna, n. 1961)
- T.J. Thompson, ex cestista statunitense (Manassas, n. 1982)
- Ryan Thompson, ex cestista statunitense (Mount Laurel, n. 1988)
- Sam Thompson, cestista statunitense (Chicago, n. 1992)
- Shevon Thompson, cestista giamaicano (Parrocchia di Clarendon, n. 1993)
- Stephen Thompson, cestista statunitense (Los Angeles, n. 1997)
- Trevor Thompson, cestista statunitense (Long Island, n. 1994)
- Tristan Thompson, cestista canadese (Brampton, n. 1991)

## Chimici(1)
- Stanley Gerald Thompson, chimico statunitense (Los Angeles, n. 1912 - Berkeley, † 1976)

## Chirurghi(1)
- Henry Thompson, chirurgo inglese (Framlingham, n. 1820 - Londra, † 1904)

## Chitarristi(2)
- Porl Thompson, chitarrista inglese (Wimbledon, n. 1957)
- Richard Thompson, chitarrista e cantautore inglese (Londra, n. 1949)

## Ciclisti su strada(1)
- Reuben Thompson, ciclista su strada neozelandese (Queenstown, n. 2001)

## Compositori(1)
- Randall Thompson, compositore statunitense (New York, n. 1899 - Boston, † 1984)

## Criminali(1)
- Miran Edgar Thompson, criminale statunitense (Amarillo, n. 1917 - Carcere di San Quintino, † 1948)

## Danzatrici(1)
- Lydia Thompson, danzatrice e attrice britannica (Londra, n. 1838 - Londra, † 1908)

## Danzatrici su ghiaccio(2)
- Janet Thompson, ex danzatrice su ghiaccio britannica (Londra, n. 1956)
- Virginia Thompson, ex danzatrice su ghiaccio canadese

## Diplomatici(2)
- Edward Herbert Thompson, diplomatico e archeologo statunitense (Worcester, n. 1857 - Plainfield, † 1935)
- Llewellyn Thompson, diplomatico statunitense (Las Animas, n. 1904 - Bethesda, † 1972)

## Drammaturghi(1)
- Ernest Thompson, drammaturgo, sceneggiatore e regista statunitense (Bellows Falls, n. 1949)

## Educatori(1)
- James Thompson, educatore e religioso scozzese (Creetown, n. 1788 - Londra, † 1854)

## Esploratori(1)
- David Thompson, esploratore e cartografo canadese (Westminster, n. 1770 - Longueuil, † 1857)

## Etnologi(1)
- Stith Thompson, etnologo statunitense (Bloomfield, n. 1885 - Columbus, † 1975)

## Filosofi(1)
- William Thompson, filosofo irlandese (Cork, n. 1775 - † 1833)

## Fisici(1)
- Benjamin Thompson, fisico e ingegnere statunitense (Woburn, n. 1753 - Auteuil, † 1814)

## Fumettiste(1)
- Jill Thompson, fumettista e scrittrice statunitense (Forest Park, n. 1966)

## Fumettisti(2)
- Craig Thompson, fumettista statunitense (Traverse City, n. 1975)
- Richard Thompson, fumettista e illustratore statunitense (Baltimora, n. 1957 - Arlington, † 2016)

## Generali(1)
- Julian Thompson, generale britannico (Regno Unito, n. 1934)

## Giocatori di baseball(2)
- Daryl Thompson, giocatore di baseball statunitense (La Plata, n. 1985)
- Trayce Thompson, giocatore di baseball statunitense (Portland, n. 1991)

## Giocatori di football americano(21)
- Benjamin Thompson, giocatore di football americano e militare statunitense (n. 1983)
- Brandon Thompson, ex giocatore di football americano statunitense (Thomasville, n. 1989)
- B.J. Thompson, giocatore di football americano statunitense (England, n. 1999)
- Brandyn Thompson, giocatore di football americano statunitense (Elk Grove, n. 1989)
- Brian Thompson, ex giocatore di football americano statunitense (Saginaw)
- Chris Thompson, giocatore di football americano statunitense (Greenville, n. 1990)
- Christian Thompson, giocatore di football americano statunitense (North Lauderdale, n. 1990)
- Cody Thompson, giocatore di football americano statunitense (Huron, n. 1996)
- Darian Thompson, giocatore di football americano statunitense (Lancaster, n. 1993)
- Darrell Thompson, ex giocatore di football americano statunitense (St. Louis, n. 1967)
- Darwin Thompson, giocatore di football americano statunitense (Tulsa, n. 1992)
- Deionte Thompson, giocatore di football americano statunitense (Orange, n. 1997)
- Deonte Thompson, ex giocatore di football americano statunitense (Belle Glade, n. 1989)
- Donnell Thompson, giocatore di football americano statunitense (Lumberton, n. 1958 - † 2024)
- Jack Thompson, ex giocatore di football americano samoano americano (Tutuila, n. 1956)
- Tommy Thompson, giocatore di football americano statunitense (Hutchinson, n. 1916 - Hutchinson, † 1989)
- OJ Thompson, giocatore di football americano britannico
- Skylar Thompson, giocatore di football americano statunitense (Palmyra, n. 1997)
- Taylor Thompson, ex giocatore di football americano statunitense (Plano, n. 1989)
- Tedric Thompson, ex giocatore di football americano statunitense (Inglewood, n. 1995)
- Tyrus Thompson, giocatore di football americano statunitense (Germania, n. 1991)

## Giornaliste(2)
- Dorothy Thompson, giornalista, scrittrice e conduttrice radiofonica statunitense (Lancaster, n. 1893 - Lisbona, † 1961)
- Ginger Thompson, giornalista statunitense

## Giornalisti(2)
- Henry Yates Thompson, giornalista inglese (Dingle Cottage, n. 1838 - Londra, † 1928)
- Hunter Stockton Thompson, giornalista e scrittore statunitense (Louisville, n. 1937 - Woody Creek, † 2005)

## Golfiste(1)
- Lexi Thompson, golfista statunitense (Coral Springs, n. 1995)

## Hockeisti su ghiaccio(3)
- Nate Thompson, ex hockeista su ghiaccio statunitense (Anchorage, n. 1984)
- Paul Thompson, hockeista su ghiaccio e allenatore di hockey su ghiaccio canadese (Calgary, n. 1906 - Calgary, † 1991)
- Tiny Thompson, hockeista su ghiaccio canadese (n. 1903 - Calgary, † 1981)

## Imprenditori(1)
- Jim Thompson, imprenditore statunitense (Greenville, n. 1906 - Cameron Highlands, † 1967)

## Informatici(1)
- Ken Thompson, informatico e hacker statunitense (New Orleans, n. 1943)

## Liutai(1)
- Carl Thompson, liutaio statunitense (Pitcairn, n. 1939)

## Maratoneti(1)
- Ian Thompson, ex maratoneta britannico (Birkenhead, n. 1949)

## Marciatori(1)
- Don Thompson, marciatore britannico (Hillingdon, n. 1933 - Frimley, † 2006)

## Matematici(1)
- John Griggs Thompson, matematico statunitense (Ottawa, n. 1932)

## Mezzofondiste(1)
- Anika Thompson, mezzofondista irlandese (Oregon, n. 2003)

## Mezzofondisti(1)
- Chris Thompson, mezzofondista e maratoneta britannico (Barrow-in-Furness, n. 1981)

## Militari(1)
- John Taliaferro Thompson, militare statunitense (Newport, n. 1860 - Great Neck, † 1940)

## Modelle(1)
- Whitney Thompson, modella statunitense (Atlantic Beach, n. 1987)

## Multiplisti(1)
- Daley Thompson, ex multiplista e velocista britannico (Londra, n. 1958)

## Musicisti(2)
- James Thompson, musicista, sassofonista e cantante statunitense (Cleveland, n. 1951)
- Mayo Thompson, musicista e artista statunitense (Houston, n. 1944)

## Naturalisti(1)
- William Thompson, naturalista irlandese (Belfast, n. 1805 - Londra, † 1852)

## Numismatiche(1)
- Margaret Thompson, numismatica statunitense (Trenton, n. 1911 - Haverford, † 1992)

## Nuotatori(2)
- Chris Thompson, nuotatore statunitense (San Diego, n. 1978)
- James Thompson, nuotatore scozzese (Dundee, n. 1906 - † 1966)

## Nuotatrici(1)
- Jenny Thompson, ex nuotatrice statunitense (Danvers, n. 1973)

## Operaie(1)
- Florence Leona Christie Thompson, operaia statunitense (Tahlequah, n. 1903 - Modesto, † 1983)

## Pallavoliste(2)
- Courtney Thompson, pallavolista statunitense (Bellevue, n. 1984)
- Jordan Thompson, pallavolista statunitense (Edina, n. 1997)

## Pallavolisti(1)
- Ryan Thompson, pallavolista statunitense (Newport Beach, n. 1990)

## Pesisti(1)
- Wilbur Thompson, pesista statunitense (Frankfort, n. 1921 - Long Beach, † 2013)

## Pianisti(1)
- Charles Thompson, pianista, organista e arrangiatore statunitense (Springfield, n. 1918 - Tokyo, † 2016)

## Piloti automobilistici(2)
- Eric Thompson, pilota automobilistico britannico (Ditton Hill, n. 1919 - Guildford, † 2015)
- James Thompson, pilota automobilistico britannico (York, n. 1974)

## Pirati(1)
- William Thompson, pirata inglese (n. 1785 - Caraibi, † 1850)

## Pittori(1)
- Anthony Ausgang, pittore e scrittore trinidadiano (Trinidad and Tobago, n. 1959)

## Pittrici(1)
- Elizabeth Thompson, pittrice britannica (Losanna, n. 1846 - Gormanston, † 1933)

## Poeti(1)
- Francis Thompson, poeta inglese (Preston, n. 1859 - Londra, † 1907)

## Polistrumentisti(1)
- Danny Thompson, polistrumentista inglese (Teignmouth, n. 1939)

## Politici(11)
- John Thompson, politico canadese (Halifax, n. 1845 - Castello di Windsor, † 1894)
- Bennie Thompson, politico statunitense (Bolton, n. 1948)
- David Thompson, politico barbadiano (Londra, n. 1961 - Mapps, † 2010)
- Edward Thompson, politico inglese (Long Marston, n. 1697 - Londra, † 1742)
- Glenn Thompson, politico statunitense (Bellefonte, n. 1959)
- Henry Adams Thompson, politico statunitense (Stormstown, n. 1837 - Dayton, † 1920)
- Melvin E. Thompson, politico statunitense (Millen, n. 1903 - Valdosta, † 1980)
- Mike Thompson, politico statunitense (St. Helena, n. 1951)
- Smith Thompson, politico statunitense (Amenia, n. 1768 - † 1843)
- Tommy Thompson, politico statunitense (Elroy, n. 1941)
- William Barlum Thompson, politico statunitense (Detroit, n. 1860 - Detroit, † 1941)

## Produttori discografici(3)
- Antwan Thompson, produttore discografico statunitense (New York)
- Errol Thompson, produttore discografico giamaicano (Kingston, n. 1948 - Kingston, † 2004)
- Steve Thompson, produttore discografico e musicista statunitense (New York)

## Produttori televisivi(2)
- Matt Thompson, produttore televisivo, sceneggiatore e regista statunitense (n. 1971)
- Tommy Thompson, produttore televisivo e sceneggiatore statunitense (Palm Beach, n. 1957)

## Rapper(3)
- Trae tha Truth, rapper statunitense (Houston, n. 1980)
- JT the Bigga Figga, rapper e produttore discografico statunitense (San Francisco, n. 1973)
- Giggs, rapper e disc jockey britannico (Peckham, n. 1984)

## Registi(2)
- Frederick A. Thomson, regista, attore e sceneggiatore canadese (Montréal, n. 1869 - Hollywood, † 1925)
- J. Lee Thompson, regista, sceneggiatore e produttore cinematografico britannico (Bristol, n. 1914 - Sooke, † 2002)

## Rugbiste a 15(1)
- Lydia Thompson, rugbista a 15 inglese (Stourbridge, n. 1992)

## Rugbisti a 15(2)
- Jim Thompson, rugbista a 15 britannico (Catterick, n. 1984)
- Steve Thompson, rugbista a 15 e allenatore di rugby a 15 britannico (Hemel Hempstead, n. 1978)

## Sassofoniste(1)
- Barbara Thompson, sassofonista, flautista e compositrice britannica (Oxford, n. 1944 - † 2022)

## Sassofonisti(2)
- Lee Thompson, sassofonista britannico (Londra, n. 1957)
- Lucky Thompson, sassofonista e compositore statunitense (Columbia, n. 1924 - Seattle, † 2005)

## Sceneggiatori(1)
- Keene Thompson, sceneggiatore statunitense (Minneapolis, n. 1885 - Hollywood, † 1937)

## Sceneggiatrici(1)
- Danièle Thompson, sceneggiatrice e regista francese (Monaco, n. 1942)

## Schermidori(1)
- Soren Thompson, schermidore statunitense (San Diego, n. 1981)

## Schermitrici(2)
- Caitlin Thompson, schermitrice statunitense (n. 1987)
- Hanna Thompson, schermitrice statunitense (Rochester, n. 1983)

## Sciatori alpini(1)
- Broderick Thompson, sciatore alpino canadese (Whistler, n. 1994)

## Sciatrici freestyle(1)
- Marielle Thompson, sciatrice freestyle canadese (North Vancouver, n. 1992)

## Scrittori(2)
- Harry Thompson, scrittore, produttore televisivo e commediografo inglese (Londra, n. 1960 - † 2005)
- Jim Thompson, scrittore e sceneggiatore statunitense (Anadarko, n. 1906 - Hollywood, † 1977)

## Scrittrici(1)
- Carlene Thompson, scrittrice statunitense (Parkersburg, n. 1952)

## Sociologi(1)
- John Thompson, sociologo britannico (Minneapolis, n. 1951)

## Storici(1)
- Edward Palmer Thompson, storico, scrittore e pacifista britannico (Oxford, n. 1924 - Worcester, † 1993)

## Tenniste(1)
- Leigh-Anne Thompson, ex tennista statunitense (n. 1964)

## Tennisti(1)
- Jordan Thompson, tennista australiano (Sydney, n. 1994)

## Teologi(1)
- Thomas L. Thompson, teologo statunitense (Detroit, n. 1939)

## Tiratori a volo(1)
- Frank Thompson, tiratore a volo statunitense (Alliance, n. 1988)

## Velocisti(4)
- Kishane Thompson, velocista giamaicano (Kingston, n. 2001)
- Lee Thompson, velocista britannico (n. 1997)
- Obadele Thompson, ex velocista barbadiano (Saint Michael, n. 1976)
- Richard Thompson, velocista trinidadiano (Cascade, n. 1985)

## Wrestler(1)
- Viktor, wrestler canadese (Calgary, n. 1980)